# 七公增四
武仙座υ，又名BD+46 2142，HD 144206、SAO 45865、HR 5982，是武仙座的一颗恒星，视星等为4.76，位于銀經72.69，銀緯47.98，其B1900.0坐标为赤經15h 59m 40.9s，赤緯+46° 47.98′ 51″。